# Revolta a Grècia de 2008

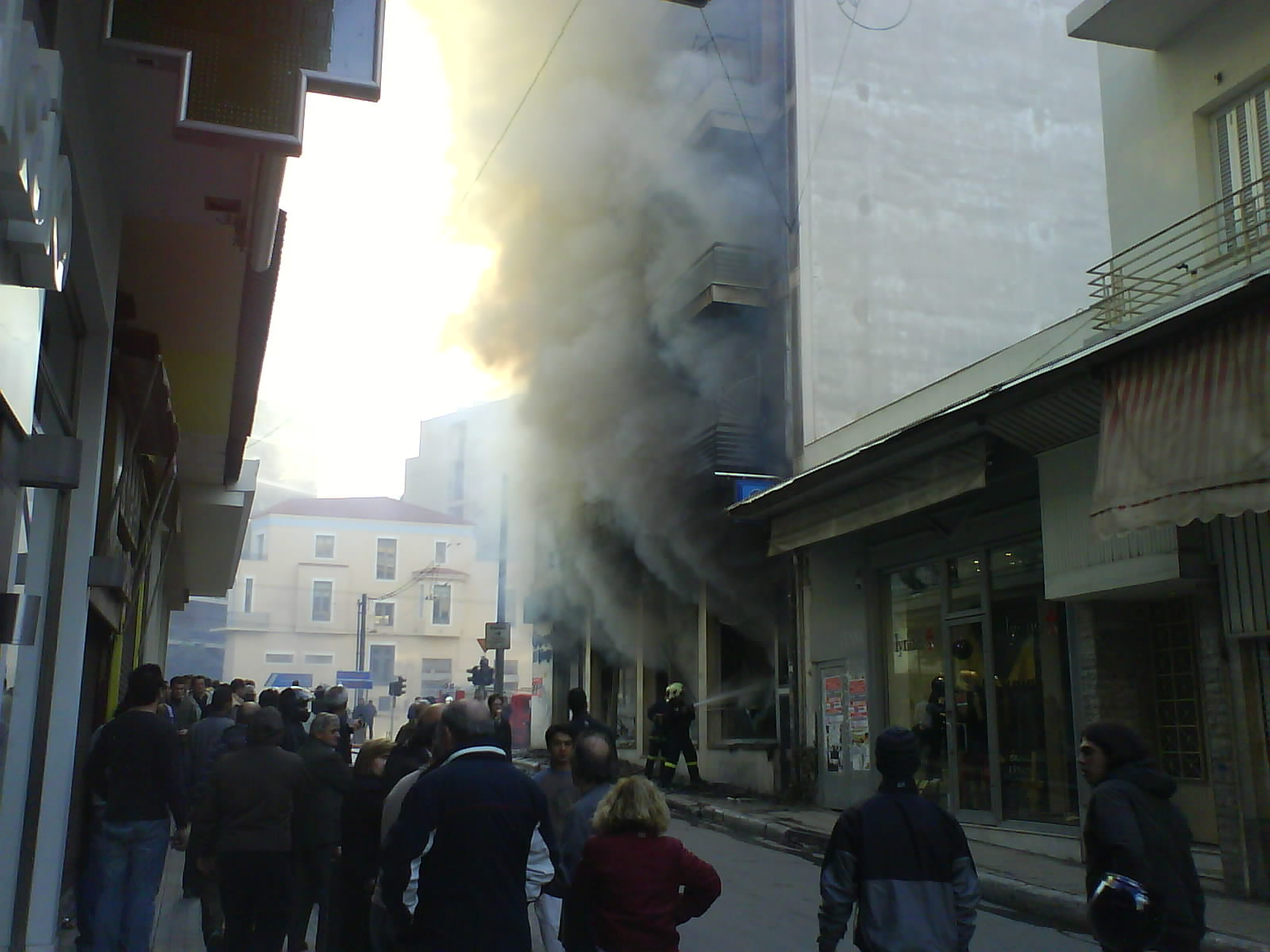
Incendi en un edifici d'Atenes durant els disturbis.

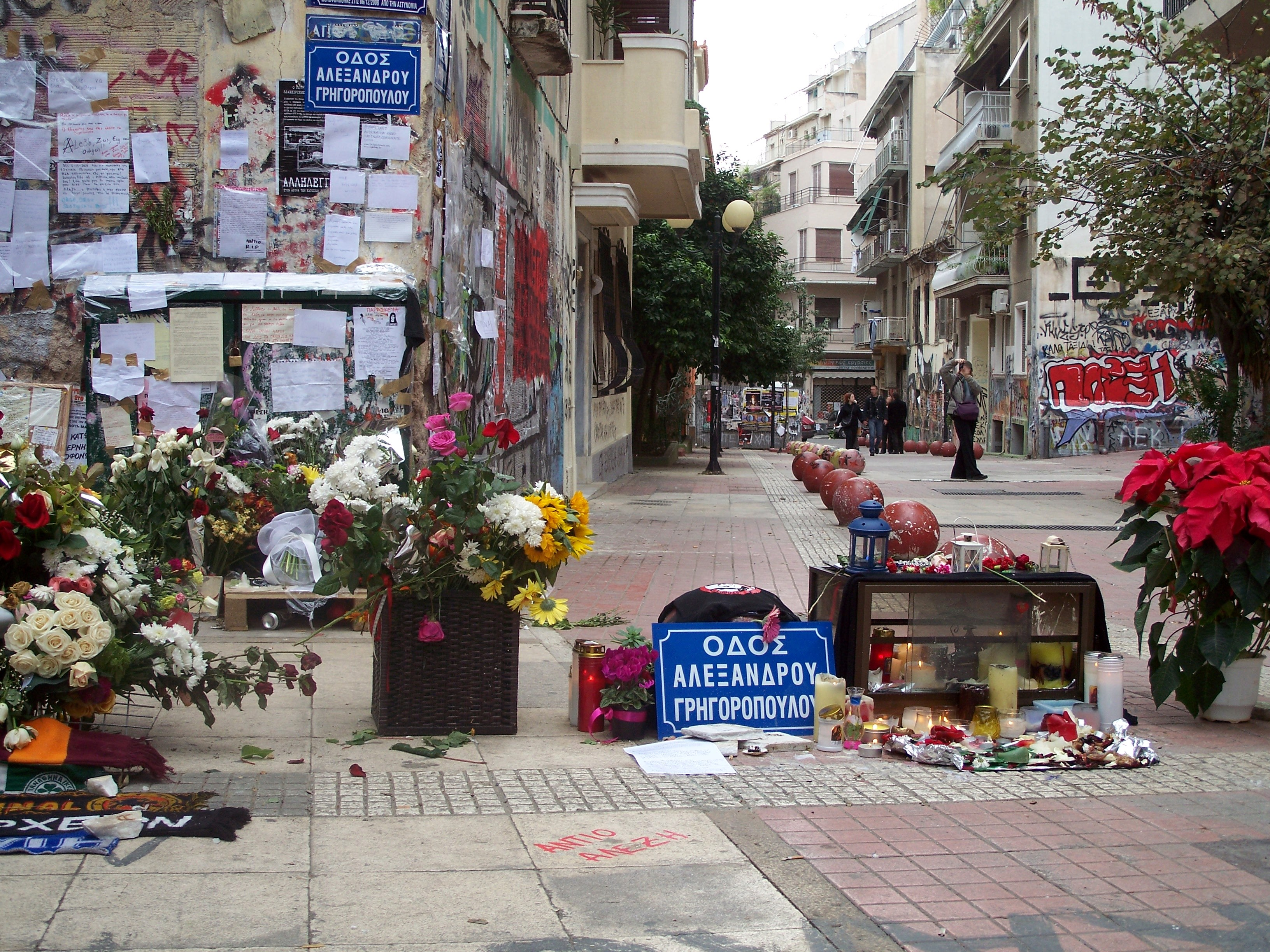
Carrer Tzavella, on fou mort Alexandros Grigoropoulos.

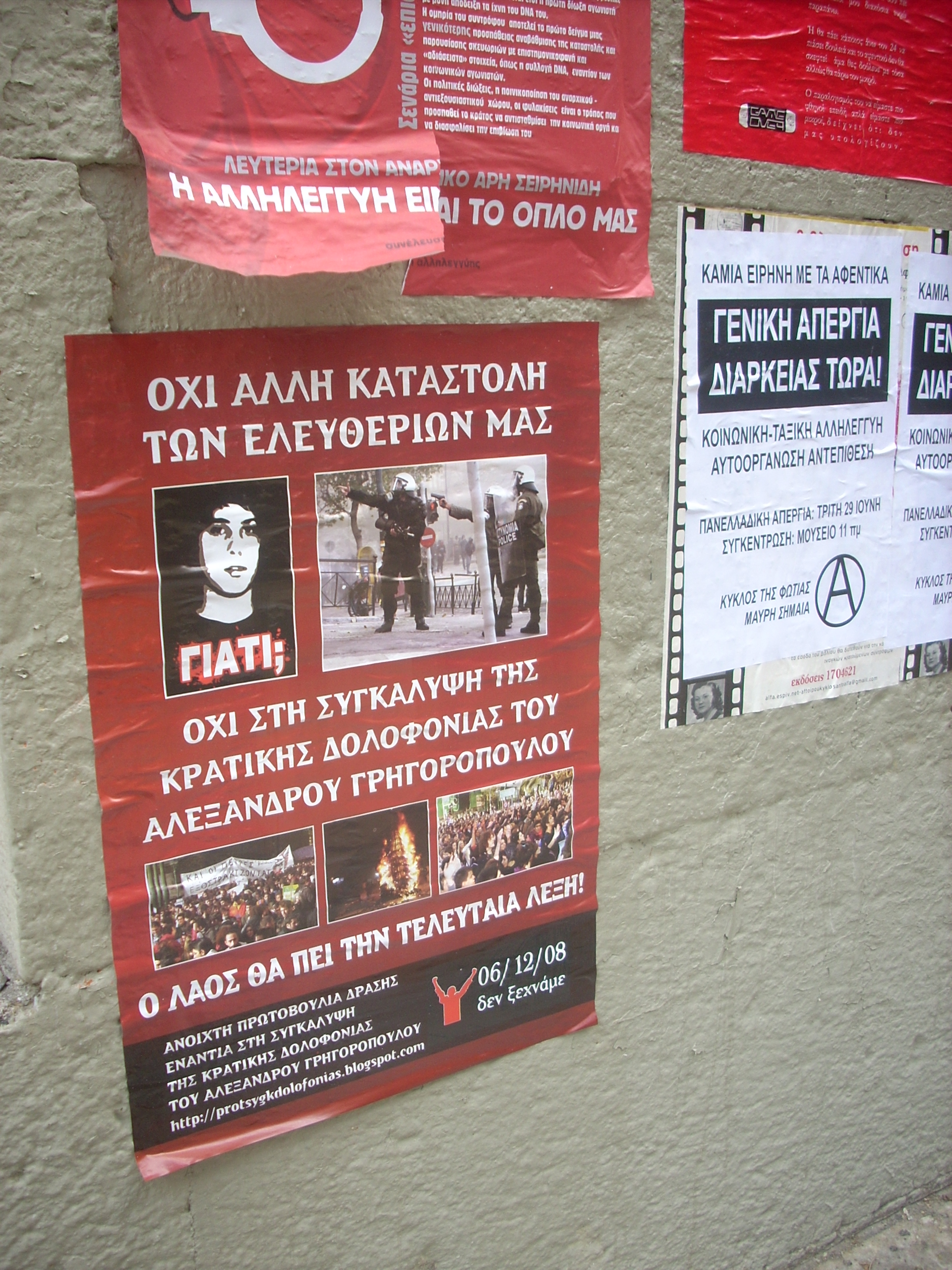
Cartell de denúncia de la mort d'Alexandros

La revolta a Grècia de 2008 va ser un conflicte civil iniciat obertament el dissabte 6 de desembre de 2008 arran de la mort, pel tret d'un policia, d'un adolescent de 15 anys anomenat Alexandros Grigorópulos (Αλέξανδρος Γρηγορόπουλος) a Exarkhia, un barri cèntric d'Atenes, però que està estretament vinculat a la preexistent situació de descontentament social i de reclams d'ordre econòmic, sumat a l'àmplia percepció de corrupció governamental, que havien provocat mobilitzacions prèvies. Des de l'última setmana de desembre la situació va anar calmant-se progressivament.

## Causes

### Descontent
Els analistes van assenyalar que una situació de descontentament social i la falta d'expectatives de molts joves subjeien en l'esclat dels disturbis, instrumentalitzant l'incident per visibilitzar la seva disconformitat o les seves demandes. El grup inicial era un conglomerat de diferents grups de tendència anarquista i d'esquerra anticapitalista que, segons alguns participants en la revolta, els primers dies ja van comptar amb la participació d'unes 20.000 persones arreu del país. No obstant això, la reacció es va estendre ràpidament gràcies a les tensions acumulades en alguns sectors d'una societat on els joves pateixen, segons Eurostat, una taxa de desocupació del 22,9%, una de les més alta de la Unió Europea, i que en molts casos en aconseguir emprar-se obtenen salaris insuficients per sostenir una família, encara que hagin cursat durant anys estudis superiors amb excel·lents notes.

El rector de la Universitat d'Atenes, el prestigiós intel·lectual Khristos Kitas, que va presentar la seva dimissió al càrrec per raó de les protestes, va explicar:
| « | "Fa almenys dos anys, vaig dir a tot el que volgués sentir-me que hi ha un divorci absolut entre la joventut i el sistema, però ningú em va fer cas. Ara tots reparen en els joves. La seva ràbia ha tocat el cor de la Universitat, i això és el greu, perquè no només és un recinte on es fan classes, sinó un símbol de la societat (...) Clar que tenen raó per expressar el seu malestar, tota la raó del món (...) Els programes polítics els han oblidat, i el que jo demano ara als partits és que es posin d'acord d'una vegada per prendre mesures que permetin salvar l'educació i impedir que s'acumuli més ràbia. Vull creure que encara som a temps". | » |

Els plans econòmics amb els quals el govern va procurar capejar les repercussions locals de la crisi financera internacional van ser molt criticats per les forces polítiques d'esquerra. Grècia té un índex de pobresa del 8,3% i un PIB de US$ 30.600 per capita que si bé va augmentar aquest any en el 3,2% s'espera que en 2009 ho faci solament en un 2,7%, cosa que incidirà en l'índex de desocupació.
Un altre factor fortament negatiu és la sensació de molts que hi ha un esgotament del sistema polític en el qual des de 1974 alternen en el poder els conservadors de Nova Democràcia i els socialistas del PASOK, i que veuen com una lluita entre dues dinasties familiars: Konstandinos Karamanlís i Andreas Papandreou en els anys 80 i Kostas Karamanlís (nebot) i Georgios Andreas Papandreu (fill) en l'actualitat. La secretària general del Partit Comunista de Grècia (KKE), Aleka Papariga, va declarar que «el nucli dels radicals encaputxats» que està darrere dels disturbis a diverses ciutats del país «ha brollat del si del poder estatal, durant els governs conservadors i socialistes».
Les denúncies de corrupció estatal han corroït la confiança en els governants i els analistes assenyalen que Grècia depèn pràcticament de les subvencions que per milions d'euros arriben de la UE però que els seus principals beneficiats són els que tenen "connexions" amb alguns dels partits al govern.
Els sindicats, que abans de la mort del jove havien anunciat la vaga general de 24 hores en suport de les seves reivindicacions econòmiques que van dur a terme el dia 10 de desembre, van opinar que les protestes populars estan estretament vinculades a la situació econòmica i van augurar que el govern es preparava per llançar noves mesures econòmiques perjudicials per als treballadors.

### Mort d'Alexandros Grigoropoulos
Els fets van tenir lloc al barri d'Exarkhia, barri atenès conegut per la gran força dels moviments anarquistes i pel rebuig a la presència policial que manifesta la majoria dels habitants d'aquest barri. Segons la versió policial, el jove assassinat el dissabte 6 a hores de la nit integrava un grup d'uns trenta joves que llançava pedres i un còctel molotov contra un vehicle del cos armat, obligant un dels policies a llançar tres trets d'advertiment que van rebotar i van ferir el jove. No obstant això, diversos testimonis presencials van negar l'ús de la violència per part dels joves, afirmant que només va haver-hi una discussió i un intercanvi d'insults entre els joves i els policies, després de la qual un dels policies va disparar directament contra Alexandros, a més, recentment ha aparegut un vídeo de molt baixa qualitat en el qual es poden sentir els trets efectuats per la policia i com tots dos policies s'allunyen després tranquil·lament. Actualment no es té certesa sobre el que va passar en realitat. Els agents i els seus oficials van ser suspesos i el policia Epaminondas Korkoneas va ser detingut acusat d'homicidi intencional.
Per la seva banda el defensor de l'acusat va afirmar que es va tractar d'un tret d'intimidació realitzat a l'aire en situació de perill per al policia però que la bala va impactar primer amb un pal o un aparador abans de copejar el jove. Aquesta versió va ser sostinguda també per l'acusat en prestar declaració el dimecres 10 i va afegir que no s'havia adonat que el jove havia estat ferit per una bala. No obstant això, la conclusió de l'autòpsia que la bala que va matar el jove va entrar de dalt cap avall desmonta la versió policial que es tractava d'un rebot i no d'un tret directe, segons va informar el diari Ta Nea.
Es va ordenar realitzar una perícia tècnica en la qual es comparen les substàncies trobades en la bala que va matar el jove Alexis amb materials preses de l'escena del crim i una versió sosté que l'estudi indica que el tret no va ser fet a l'aire sinó que va impactar una superfície a menys de 40 cm del sòl abans d'aconseguir el cos. En la reconstrucció del fet els oficials de la policia van retirar mostres en les quals podria haver-hi restes de diòxid de silici, un material usat en la fabricació de la bala. Això donaria força a la teoria que el policia no va disparar a l'aire, sinó que va apuntar directament cap al jove.

## Demandes i manifestants
A causa de la composició ideològica i organitzativa heterogènia les manifestacions s'han organitzat moltes vegades entorn de demandes. Els estudiants, universitaris i els seus professors participants en les mobilitzacions, demanaven que l'educació es mantingui sota tutela estatal i de mesures en pro de l'Estat de benestar, oposant-se a les reformes educatives que estimen afectarien o privatitzarien la universitat pública. En aquest context la mort de l'estudiant va ser totalment inesperada dins de les protestes originals i on l'últim incident greu havia ocorregut el 1985 quan en un enfrontament entre policies i joves va morir un d'aquests per trets dels primers. És llavors quan altres sectors se sumen a les demandes dels estudiants en forma de solidaritat, demanant a més que la justícia grega es pronunciï sobre la mort de l'adolescent.

## Actuació policial

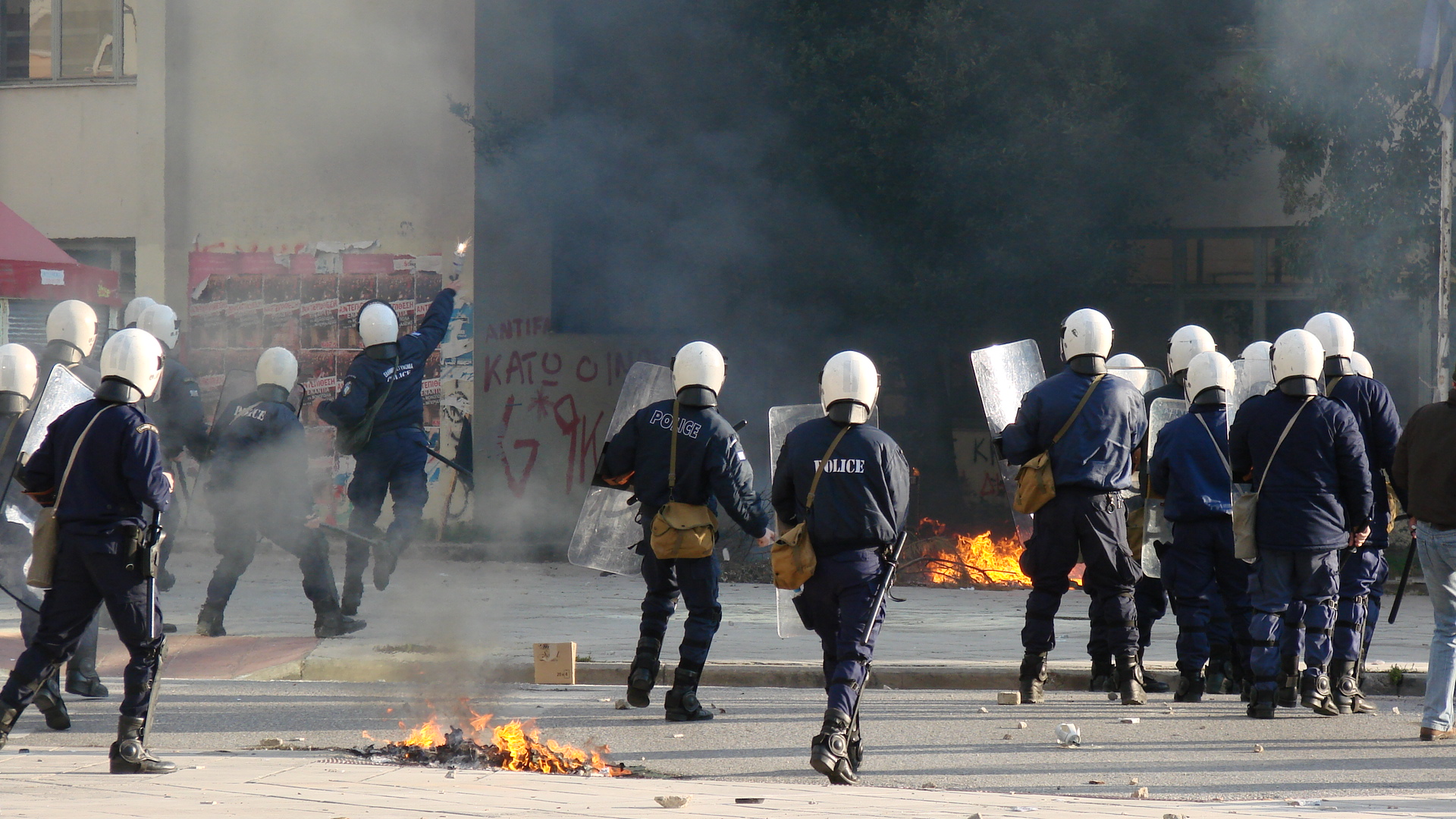
Càrrega policial a Komotini

Respecte del desenvolupament dels incidents, la periodista d'El País, Sánchez Vallejo, afirmava el següent: "He estat una setmana sencera en un munt de manifestacions a Atenes i no he apreciat en cap moment que la policia ataqués els manifestants pacífics i deixés els violents fer de les seves. He vist a la policia repelir atacs de pedres, còctels molotov, i altres objectes procedents sempre d'un grup molt petit de manifestants situats sempre a primera línia. Pel que fa a la infiltració d'elements policials a les protestes, és cert que he rebut informació sobre actuacions encaminades a rebentar protestes, però no he pogut constatar-ho visualment.
Si bé la majoria dels protestants eren estudiants d'institut i universitaris, els disturbis i manifestacions han tingut el suport de la majoria de la població grega, fins al punt que molts ciutadans s'han enfrontat amb la policia quan anava a carregar contra manifestants que els insultaven. Per altra banda, existeixen vídeos i testimonis oculars que sí que mostren atacs policials a manifestacions pacífiques. Sobre la presència d'infiltrats policials actuant com a provocadors existeix un polèmic vídeo en el que un programa de televisió grec denúncia la presència de policies disfressats de manifestants que trencaren petits comerços.

## Possible influència en altres països
La periodista Sánchez Vallejo va dir que hi havia possibilitats tant a favor com en contra que els successos de Grècia es repeteixin en altres països en els que els estudiants els prenguin com a exemple. Li consta que estudiants d'altres països segueixen de prop la situació. El cas grec, no obstant això, presenta particularitats com, per exemple, la tradició de resistència a la dictadura militar de 1967 així com l'escassa acceptació popular de les forces de l'ordre gregues, però va reconèixer que els factors causals dels disturbis que s'esmenten per a Grècia existeixen també en altres països. Hi ha també una vinculació amb les protestes anti procés de Bolonya i arguments utilitzats en elles figuren en pancartes dels actuals manifestants.
Alguns analistes han equiparat la revolta grega amb el Maig francès. En alguns països els sectors d'esquerra radical, de distintes ideologies, han estat atents l'esdevenir dels fets.

## Reacció del govern
El govern grec ha enviat durant els dies de manifestacions equips antidisturbis a les protestes, sostenint que són per neutralitzar als violents, protegir els manifestants pacífics i als transeünts, vehicles i edificis. Per la seva banda el primer ministre grec, Kostas Karamanlís, va demanar el 10 de desembre la condemna unànime i l'aïllament per als causants dels disturbis violents, al mateix temps que va prometre justícia per la mort del jove a les mans de la policia. En les seves paraules "tot polític condemni de forma unànime i rotunda als responsables de les catàstrofes, a qui s'ha d'aïllar".
"Ningú té dret a utilitzar aquest succés tràgic com una excusa per a les accions de violència contra ciutadans innocents, els seus béns, contra la policia i la democràcia", va dir Karamanlís a la premsa després de reunir-se a Atenes amb el president grec, Kàrolos Papúlias, per tractar sobre la tibant situació política al país a causa de la crisi econòmica i al descontentament que provoca en la població, a la tensió parlamentària entre els partits rivals, i a les mobilitzacions de diferents grups.

## Desenvolupament

Localització dels incidents a Atenes.

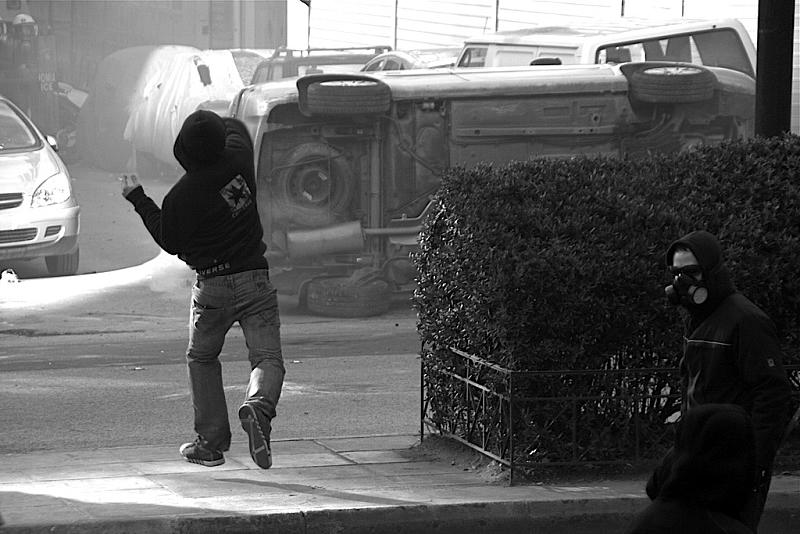
Dos participants a la revolta d'Atenes

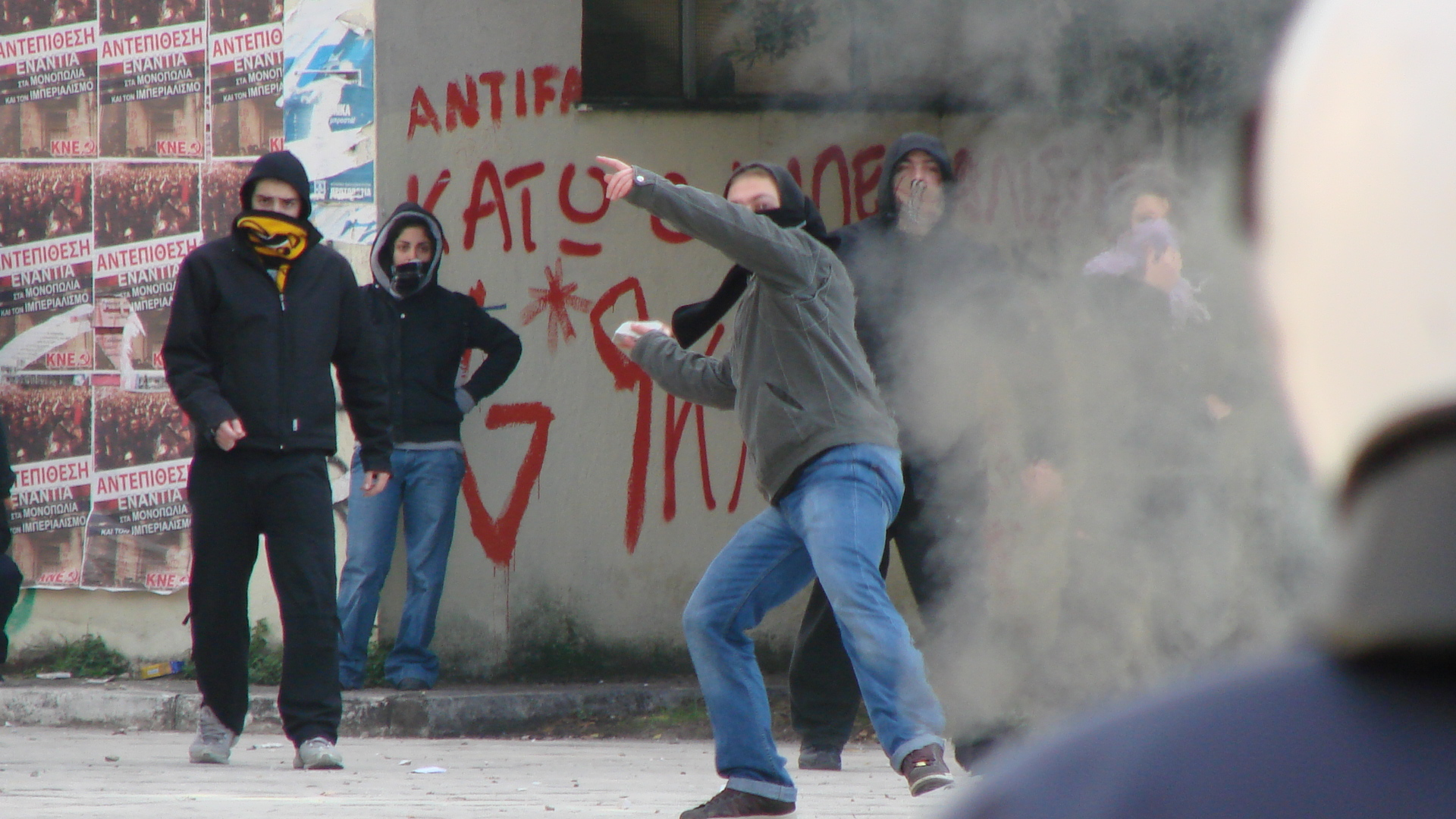
Esvalotadors a Komotini.

Els primers actes de protesta, des d'uns minuts després de l'assassinat d'Alexandros fins a alguns dies després, foren majoritàriament disturbis violents contra la policia, edificis públics, bancs i empreses. Els protagonistes d'aquests actes violents van ser principalment anarquistes i altres elements d'esquerra anticapitalista, encara que posteriorment una gran part de la societat grega va acabar sumant-se als actes violents. Més tard, les protestes van prendre un caire menys violent, en forma de manifestacions pacífiques i ocupacions d'edificis públics, encara que molts d'aquests actes van acabar en enfrontaments contra la policia. Altres fonts, com la corresponsal del diari El País a Atenes, sostenen que el sector violent representa una porció minoritària dels manifestants; aquesta mateixa font afirma que no passen de 500 els manifestants violents a Atenes. En canvi, la majoria dels manifestants pacífics serien estudiants, universitaris i els seus professors. No obstant això, la verificabilitat de les paraules de la reportera esmentada anteriorment ha estat posada en dubte per altres mitjans d'informació.

### Dissabte 6
En conèixer-se la notícia, aquesta mateixa nit van esclatar disturbis de gran magnitud a la ciutat, especialment a Exarkhia, sobre Ermou i sobre Akadimias prop de la universitat (sis bancs, una vintena de comerços i una vintena d'actuacions van ser incendiats, sense comptar els kioskos i contenidors d'escombraries), Tessalònica prop de la universitat) cinc bancs i alguns comerços), Patras (200 manifestants), Komotini, Ioannina (50 manifestants), a Creta (Khanià i Iràklio) i a Corfú (ciutat).
El primer ministre Kostas Karamanlís va rebutjar la renúncia del Ministre de l'Interior Prokópis Pavlópoulos i almenys sis persones van ser arrestades per actes de pillatge en els comerços atacats.

### Diumenge 7
El diumenge 7 de desembre va haver-hi manifestacions pacífiques a Atenes prop del Museu Arqueològic Nacional d'Atenes i a Tessalònica. Els docents de la universitat que ja havien decidit unir-se a la vaga general del dimecres 10 van començar una aturada de tres dies a partir del 8 de desembre.

### Dilluns 8

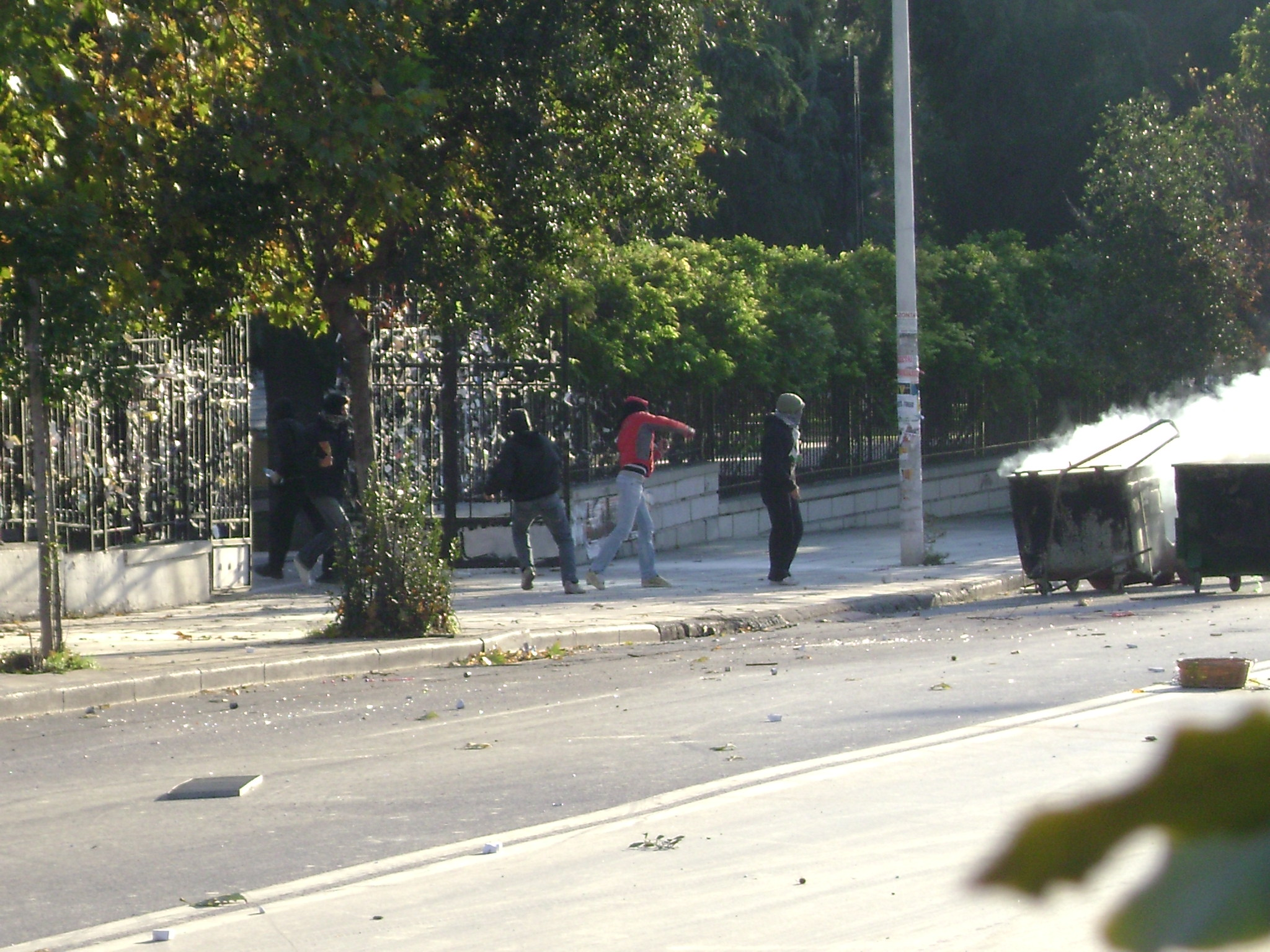
Manifestants llancen pedres a Tessalònica.

El dilluns 8 de desembre el balanç era de 14 policies i sis manifestants ferits. Els incidents van continuar i van aconseguir també a Trícala Els manifestants es van atrinxerar a les dues universitats ateneses, l'emblemàtica Universitat Politècnica Nacional i la Universitat de Tessalònica. Dues de les principals vies d'accés a la capital així com la xarxa de transport col·lectiu urbà van ser bloquejades pels manifestants. A Tessalònica tres-centes persones van xocar amb la policia.
El KKE va fer una crida als manifestants en la tarda del dilluns.

### Dimarts 9
El dimarts 9 de desembre la policia va afirmar haver arrestat 150 persones per actes de pillatge i segons l'agència Reuters, « més de 130 comerços han estat destruïts només a la capital».
« El diumenge, dos policies van ser col·locats sota investigació, un per homicidi premeditat i un altre per complicitat, però això no ha estat suficient per apaivagar als manifestants » va precisar Le Monde.
El dimarts 9 al migdia al final d'una marxa estudiantil es van produir xocs entre uns 300 manifestants i policies antidisturbis situats en les portes del Parlament grec a Atenes que van evitar arribessin a l'edifici.
En hores de la tarda prop del cementiri on més de 5.000 persones assistia a l'enterrament de l'estudiant mort va haver-hi noves manifestacions en les quals, segons la televisió grega, els manifestants van llançar pedres contra vehicles i vitrines de tendes, al que la policia va respondre llançant gasos lacrimògens. El saldo fins al moment després de tres dies de disturbis és d'almenys 176 detinguts, 40 cotxes cremats i una desena d'edificis incendiats, 12 policies i 20 manifestants ferits.
El primer ministre grec, el conservador Kostas Karamanlís, va rebutjar els actes de violència i va prometre justícia. Després de conferenciar amb el president Karolos Papulias va declarar que "Ningú té dret a utilitzar aquest succés tràgic com una excusa per a les accions de violència contra ciutadans innocents, els seus béns, contra la policia i la democràcia". El primer ministre s'ha reunit també amb els líders parlamentaris i segons el diari To Bima, estaria disposat fins i tot a declarar l'Estat d'excepció.
Per la seva banda el líder de l'oposició Georgios Andreas Papandreu va demanar la dimissió del govern i la convocatòria de noves eleccions. Per al dimecres els sindicats van convocar a una vaga general en protesta per la reforma de les pensions i per la situació econòmica general i van rebutjar una comanda de Karamanlís per suspendre-la. Està obert un debat en els mitjans de comunicació ocasionat en la desproporció de l'acció policial contra els estudiants, mostrada per la televisió.

### Dimecres 10
La vaga general de 24 hores va tenir un gran seguiment. Va haver-hi més xocs entre manifestants i policies i el cap opositor Georgios Andreas Papandreu va fer una crida a la calma en una Grècia paralitzada, gairebé sense transport públic, amb tots els vols cancel·lats i amb establiments d'ensenyament, bancs i comerços tancats. Els canals públics de televisió van posar a l'aire una programació d'emergència dirigit principalment als nens que no tenien classe.
Segons la Unió de Comerciants d'Atenes, que representa a 6.000 tendes, ja s'han perdut més de 200 milions d'euros per danys per vandalisme. La televisió va mostrar com en el port de Patras grups de manifestants van ser agredits per ciutadans enfuriats per la destrucció de les seves tendes.
A la nit va haver-hi menys actes de violència que en dies anteriors. Es va assenyalar especialment en els mitjans locals que durant tota la nit es van enfrontar prop de 200 joves, que s'havien refugiat a l'Escola Politècnica d'Atenes, amb les forces de l'ordre que vigilaven el lloc des de fora. Un jove va resultar ferit i altres tres persones van ser detingudes.

### Dijous 11
Per la matinada a la rodalia de la Politècnica va haver-hi atacs d'individus encaputxats que van llançar bombes incendiàries i pedres contra la policia, que va respondre amb gasos lacrimògens. Al matí, no obstant això, el trànsit fluid i l'obertura dels comerços donaven la sensació que estava retornant la calma. Els col·legis continuen tancats i, en alguns casos, ocupats per alumnes. En apropar-se la nit va haver-hi un rebrot de violència manifestada, especialment, amb atacs puntuals i desorganitzats en diferents comissaries d'Atenes.

### Divendres 12
El divendres, col·lectius d'estudiants, anarquistes i uns altres esquerrans van ocupar mitjans de comunicació, com l'emissora de ràdio Flash FM o la televisió Super B, utilitzant-los per difondre les causes de les protestes i la situació d'aquell moment, així com per animar a la gent a unir-se a la revolta. També es van realitzar assemblees i manifestacions a l'Ajuntament ocupat d'Áyios Dimítrios així com manifestacions a Atenes.

### Dissabte 14
Si bé als carrers les activitats continuen normalment, al voltant de 400 centres educatius en tot el país estan ocupats per professors i estudiants.
El rector de la Universitat d'Atenes, el prestigiós intel·lectual Khristos Kitas, va presentar la seva dimissió al càrrec, però el president del país, Karolos Papulias, li ha demanat que continuï ara com ara al capdavant d'un comitè de crisi. Aquest dissabte a última hora va haver-hi nous enfrontaments a la plaça del Parlament entre agents i manifestants.

### Dilluns 15
Va haver-hi nous xocs entre joves i policies quan els primers van llançar farina i altres objectes enfront de l'edifici central de la policia en l'avinguda Alexandras, que va ser respost amb granades de gas lacrimogen. No es van registrar lesionats però va haver-hi dos detinguts. També va haver-hi xocs a Kallithea, al sud d'Atenes i disturbis menors al Pireu i enfront dels tribunals. Alexis Kougias, l'advocat defensor dels dos oficials acusats va demanar que se'ls concedeixi la llibertat provisional.

### Dimarts 16
En moments que la segona cadena de televisió estatal grega (NET, Nea Elliniki Tileórasi) transmetia en el telenotícies una nota sobre la compareixença al Parlament del primer ministre, el conservador Kostas Karamanlís, uns vint joves van arribar pacíficament als Estudis per protestar per la mort del jove Alexis Grigorópulos, per la qual cosa el canal va interrompre la nota i va fondre la imatge del mandatari amb la dels manifestants, que romanien en silenci, portant pancartes on es podia llegir: "Deixeu de mirar i sortiu tots als carrers", o "Llibertat per a tots".

### Dimecres 17
Sengles pancartes van ser col·locades als peus del Partenó a l'Acròpoli d'Atenes. En una d'elles es llegia «Resistència» en els idiomes grec, anglès, espanyol i alemany. En una altra es va fer una crida a una manifestació en tot Europa per al dijous 18. A la nit un adolescent va ser ferit en una mà per una bala mentre estava assegut amb amics en un parc d'Atenes. Els perits van indicar que el tret va provenir d'una pistola de 38mm probablement des d'una distància de 80 metres i la policia investiga el fet ansiosa per dissipar els rumors que l'autor va ser un policia encobert o fora de servei.

### Dijous 18
En la tretzena jornada consecutiva de conflicte els aturs disposats pels sindicats en el sector aeri van obligar a cancel·lar 32 vols i reprogramar uns altres 61. D'altra banda una marxa de protesta contra la política econòmica del govern que, segons els organitzadors, va convocar 7.000 manifestants i va finalitzar amb diverses desenes de participants atacant la rodalia del Parlament amb pedres i bombes incendiàries a la policia que, al seu torn, va respondre amb gasos lacrimògens. En el centre de la ciutat de Khanià a l'illa de Creta va haver-hi una concentració pacífica d'estudiants secundaris i professors, en tant continua el tancament o ocupació de més de 700 col·legis secundaris.

### Divendres 19
Un grup d'uns 30 emmascarats que va penetrar per la força al voltant de les 11:30 del matí en l'Institut Francès situat al barri *Kolonaki d'Atenes, va trencar vidres, va llançar una bomba molotov i es va retirar abans de l'arribada de la policia. En les parets properes van escriure "Espurna a Atenes. Foc a París. La insurrecció està arribant" i "França, Grècia, revolta a tot arreu" en el que es va jutjar un intent de lligar els disturbis de Grècia amb les protestes estudiantils registrades a França.

### Dissabte 20
Aquest dia va haver-hi, des de l'assemblea de l'ocupació de l'escola Politècnica d'Atenes una crida internacional per mostrar la solidaritat amb els detinguts i els assassinats per l'estat tant a Grècia com en altres llocs d'Europa. En la manifestació de Barcelona, a la qual van assistir unes 200 persones, va haver-hi una càrrega policial, sense existir violència prèvia per part dels manifestants. Deixant un saldo de 30 ferits, tres detinguts i cinc denunciats entre aquests.
També a Hamburg, Alemanya al voltant de 1000 persones es van manifestar pel centre de la ciutat. Va haver-hi enfrontaments entre policia i manifestants.
A Atenes va haver-hi diversos enfrontaments entre joves i la policia antidisturbis al barri d'Exarkhia, on va ser assassinat Alexandros. Prop de la facultat de dret uns desconeguts van atacar l'arxiu de deutes de ciutadans a l'estat. Al barri de Kipselis van ser atacats un banc, una oficina d'ocupació i van cremar sis cotxes al barri de Filadèlfia. D'altra banda, els policies que custodien l'arbre de nadal situat enfront del Parlament van atacar amb gasos lacrimògens una vintena de persones que els llançaven escombraries.

### Dimarts 23
La policia va informar que un òmnibus de transport de la policia antidisturbis replet d'efectius va rebre en la matinada dos trets quan estava en una semàfor proper al campus universitari al barri de Gudi, que van aconseguir un pneumàtic i el motor situat en la part posterior sense provocar ferits. Les investigacions policials consideren probable que l'atac el dugués a terme un grup armat, ja existent o nou, i no per un grup anti-sistema.